# Hyosciurus heinrichi
Hyosciurus heinrichi — вид гризунів родини Sciuridae. Вона є ендеміком центрального Сулавесі, Індонезія. Її природним середовищем існування є субтропічні або тропічні сухі низинні луки. Її було виявлено під час експедиції 1930 року під керівництвом Герда Генріха.

## Характеристики
Hyosciurus досягає довжини голови й тулуба приблизно від 19,5 до 24 сантиметрів і важить приблизно від 220 до 370 грамів. Хвіст має довжину приблизно від 6,5 до 12 сантиметрів. Спина та хвіст темно-коричневі з чіткими чорними та піщано-коричневими плямами. Нижня частина темно-коричнево-сіра зі змінною білою міткою в центрі живота, яка може виглядати як нечіткий ряд плям або переривчаста біла смуга плям на грудях від шиї до основи хвоста. Очі оточені лисим темним жовтувато-коричневим кільцем.

## Спосіб життя
Hyosciurus живе в первинних лісах середньо- та високогірних районів острова. Веде денний спосіб життя і живе переважно на лісовій підстилці, де харчується комахами, черв'яками, фруктами та насінням. Пошук їжі відбувається на лісовій підстилці, використовуючи довгі морди та передні лапи з кігтями для пошуку потенційної їжі серед листя. Зустрічається з дуже низькою щільністю популяції. Це пояснюється меншою часткою дубів і, як наслідок, дуже обмеженою кількістю жолудів як джерела їжі в ареалі. Спілкування відбувається за допомогою цвірінькання, яке більше нагадує пташине. Самиці мають виводок з одним або двома дитинчатами.